# Bojan Bojić
Bojan Bojić (in serbo Бојан Бојић?; 3 marzo 2000) è un calciatore serbo, centrocampista del T6 Nika Lepušnica.

## Caratteristiche tecniche
È un esterno sinistro.

## Carriera
Cresciuto nel settore giovanile del Radnik Surdulica, ha esordito in prima squadra il 22 settembre 2018 disputando con l'incontro di Superliga serba perso 2-1 contro il Radnički Niš.